# Pictilabrus laticlavius
Pictilabrus laticlavius es una especie de peces de la familia Labridae en el orden de los Perciformes.

## Morfología
Los machos pueden llegar alcanzar los 23 cm de longitud total.

## Distribución geográfica
Se encuentra al sur de Australia (desde el sur de Australia Occidental hasta Nueva Gales del Sur, incluyendo Tasmania ).